# Michelangelo Celesia
Michelangelo Celesia O.S.B.Cas. (ur. 13 stycznia 1814 w Palermo, zm. 14 kwietnia 1904 tamże) – włoski duchowny katolicki, arcybiskup Palermo, kardynał.

## Życiorys
Pietro Geremia Celesia - tak nazywał się do czasu wstąpienia do zakonu benedyktynów z Monte Cassino. Tam zmienił imię na Michelangelo. Profesję zakonną złożył w styczniu 1835 w Palermo. Święcenia kapłańskie otrzymał 24 lipca 1836. Był lektorem filozofii, dziekanem, profesorem teologii dogmatycznej, a także mistrzem nowicjatu i przełożonym w opactwie Messina. Do 1850 przeor w Militello, a następnie opat na Monte Cassino. Generalny prokurator swego zakonu od 1858.
23 marca 1860 został biskupem Patti. Konsekrowany w Rzymie przez kardynała Girolamo d’Andrea. Od 27 października 1871, do swej śmierci, był metropolitą Palermo. Na konsystorzu z listopada 1884 kreowany kardynałem prezbiterem S. Prisca. W 1887 otrzymał kościół tytularny San Marco. Z powodu zaawansowanego wieku i choroby nie brał udziału w konklawe 1903. Pochowany w kościele kapucynów w Palermo.